# Leptostylus macrostigma
Leptostylus macrostigma är en skalbaggsart som beskrevs av Bates 1872. Leptostylus macrostigma ingår i släktet Leptostylus och familjen långhorningar.
Artens utbredningsområde är:
- Costa Rica.
- Honduras.
- Nicaragua.
- Panama.

Inga underarter finns listade i Catalogue of Life.